# Adoxobotys cacidus
Adoxobotys cacidus är en fjärilsart som beskrevs av Dyar 1918. Adoxobotys cacidus ingår i släktet Adoxobotys och familjen Crambidae. Inga underarter finns listade i Catalogue of Life.